# Дариус Мийо
Дариу̀с Мийо̀ (на френски: Darius Milhaud) е френски композитор. Произведенията му (повече от 400) са по-специално известни със своята политоналност и влияние от джаза. Той пише и филмова музика.

## Биография
Дариус Мийо произхожда от заможно еврейско семейство от Марсилия, където е роден на 4 септември 1892 година. Както географския, така и религиозния му произход оказва, според негови думи, силно влияние върху неговата личност.
Той започва на осем години своето систематично музикално образование с уроци по цигулка. Неговите първи музикални композиции са от 1905 г. През 1909 г. продължава с обучението си по цигулка в Парижката консерватория, но прекъсва след три години за да композира. Той учи при Андре Жедалж (контрапункт, композиция), Шарл-Мари Видор (композиция) и Венсан д'Енди (дирижиране). В курсовете при Жедалж се запознава с Артур Онегер и Жак Ибер. От това време той пише песни по стихотворения на съвременни френски поети и първата си опера (La brebis égarée, 1910 – 1915 г.).
През 1912 г. Дариус Мийо се запознава с поета Пол Клодел, в резултат на което те се свързват чрез доживотно приятелство и сътрудничество. Когато през 1916 г. Клодел е изпратен в тогавашната бразилска столица Рио де Жанейро като френски посланик, Мийо, който е освободен от военна служба през първата световна война, го придружава като аташе в Южна Америка. Там се запознава с бразилския фолклор и популярна музика, които повлияват силно неговата музика в следващите години. През 1918 г. той се завръща във Франция. Мийо поддържа контакт с кръга около Жан Кокто и Ерик Сати и се присъединява към Групата на шестимата. Неговите композиции му донасят първи успехи, но също така и скандали. През 1925 г. се жени за своята братовчедка Мадлен.
След началото на Втората световна война Мийо емигрира със съпругата си в Съединените щати и преподава композиция в Колежа „Милс“ в Оукланд до 1971 г. След края на войната поема допълнително една група по композиция в консерваторията в Париж (до 1972 г.). Мийо преподава след това с годишна смяна на двата континента. Неговите лекции се посещават от различни музиканти като джаз музиканта Дейв Брубек, Стив Райх, симфониста Алън Питърсън и авангардистите Карлхайнц Щокхаузен, Лари Остин и Янис Ксенакис.

## Избрани произведения

### Опери
- La brebis égarée op. 4 (1910 – 14)
- Esther de Carpentras op. 89 (1910 – 14, премиера 1925)
- Agamemnon op. 14, 'incidental music' for singers (Orestiean Trilogy No. 1) (1913 – 14)
- Les Choëphores op.24, 'incidental music' for singers (Orestiean Trilogy No. 2) (1915)
- Les euménides op. 41, 'opera' (Orestiean Trilogy No. 3) (1917 – 23)
- Les Malheurs d'Orphée opus 85 (1924, премиера 1926)
- Le Pauvre Matelot op. 92 (Jean Cocteau) (1926)
- L'enlèvement d'Europe op. 94 (Opéra-minutes No. 1) (1927)
- L'abandon d'Ariane op. 98 (Opèra-Minutes No. 2) (1927)
- Le Délivrance de Thésée op. 99 (Opèra-Minutes No. 3) (1927)
- Christophe Colomb op. 102 (Paul Claudel) (1928, преработена 1968)
- Maximilien op. 110 (Hoffman по Франц Верфел) (1930)
- Opéra du Gueux op.131, балада опера по The Beggar's Opera на John Gay (1939)
- Médée op. 191, текст на Madeleine Milhaud (неговата съпруга и братовчедка) (1938)
- Bolivar op. 236 (Jules Supervielle)(1943)
- David op. 320 (1952 – 3, 1954 (концерт в Йерусалим) 1955 (в Ла Скала))
- Fiesta op. 370 (Борис Виан) (1958)
- La Mère coupable op. 412, по La Mère coupable на Бомарше (1964)
- Saint-Louis, roi de France opera-oratorio op. 434 (Claudel) (1970)

### Балет
- L'Homme et son désir, Op. 48
- Le Boeuf sur le Toit, Op. 58 (1919)
- La création du monde, Op. 81, за малък оркестър (1923)
- Polka (1927; за детския балет L'Éventail de Jeanne)

### Хармоника
- Сюита за хармоника и оркестър

### Оркестър
- Симфонии
  - Малка Симфония No. 1, Op. 43 'le printemps'
  - Малка Симфония No. 2, Op. 49 'Pastorale'
  - Малка Симфония No. 3 'Sérénade', Op. 71
  - Малка Симфония No. 4, Op. 74 'Dixtour'
  - Малка Симфония No. 5, Op. 75 'Dixtour d'instruments à vent'
  - Малка Симфония No. 6, Op. 79

- - Симфония No. 1 Op.210
  - Симфония No. 2 Op.247
  - Симфония No. 3 'Te Deum' Op.271
  - Симфония No. 4 'composée á l'occasion de Cenetaire de la Revolution de 1848' Op. 281
  - Симфония No. 5 Op.322
  - Симфония No. 6 Op.343
  - Симфония No. 7 Op.344
  - Симфония No. 8 'Rhodanienne' Op. 362
  - Симфония No. 9 Op.380
  - Симфония No. 10 Op.382
  - Симфония No. 11 'Romantique' Op. 384
  - Симфония No. 12 'Rurale' Op.390
- „Protee“ Suite symphonique Nr.2, Op.57 (1919)
- Serenade en trois parties, Op.62 (1920/1921)
- Saudades do Brasil, Op. 67 (1920/21), първоначално за пиано, аранжимент за оркестър
- Suite provençale, Op. 152b, за оркестър (1937)

### Соло китара
- Segoviana, Op. 366 (1957)

### Соло цигулка
- Le Printemps, за соло цигулка и малък оркестър

### Соло виола
- Quatre Visages, Op. 238, за виола и пиано (1944)
- Sonata No.1, Op. 240, за виола и пиано (1944)
- Sonata No.2, Op. 244, за виола и пиано (1944)
- Élégie pour Pierre, Op. 416, за виола, тимпани и 2 percussionists (1965)

### Concertante
- Пиано
  - Cinq Études pour piano et orchestre, Op. 63 (1920)
  - 5 концерти за пиано и оркестър (1933 – 1955)
  - Le Carnaval d'Aix, Op. 83b, фантазия за пиано и оркестър (1926)
- Цигулка
  - 3 концерти за цигулка и оркестър
- Виола
  - Concerto No. 1, Op. 108, за виола и оркестър (1929)
  - Concerto No. 2, Op. 340, за виола и оркестър (1954 – 1955)
  - Concertino d'été, Op. 311, за виола и камерен оркестър (1951)
- Чело
  - Concerto No. 1, Op. 136, за чело и оркестър (1934)
  - Concerto No. 2, Op. 255, за чело и оркестър (1945)
- Scaramouche, за саксофон и оркестър (1937), за кларинет и оркестър (1939)
  - I. Vif
  - II. Modéré
  - III. Brazileira
- Concerto pour batterie et petit orchestre, Op. 109, концерт за ударни инструменти и малък оркестър
- Concerto pour Marimba, Vibraphone et orchestre
- Concertino d'hiver, Op. 327, за тромбон и струнен оркестър (1953)
- Duo Concertant pour Clarinette et Piano (1956)
- Concerto pour Clarinette et orchestre Op.230

### Духови инструменти
- Suite française, Op. 248 (1944)
  - 1. Normandie
  - 2. Bretagne
  - 3. Île de France
  - 4. Alsace-Lorraine
  - 5. Provence
- West Point Suite, Op. 313 (1954)
- Deux Marches, Op. 260 (1946)
- Introduction et Marche funèbre
- La Cheminée du Roi René (духов инструментален квинтет)

### Пиано
- Printemps (1915 – 1920)
- Le bœuf sur le toit, за две пиана (1919)
- „Saudades do Brasil“ (1920)
- Scaramouche, за две пиана (1941), аранжимент по оригинална театрална музика за саксофон и оркестър)
- La muse menagere
- 2 Sonates
- Sonatine
- „Les Songes“ (за две пиана)

### Камерен оркестър
- Струнни квартети
  - Струнен квартет No. 1 Op.5
  - Струнен квартет No. 2 Op.16
  - Струнен квартет No. 3 with solo vioice Op.32
  - Струнен квартет No. 4 Op.46
  - Струнен квартет No. 5 Op.64
  - Струнен квартет No. 6 Op.77
  - Струнен квартет No. 7 Op.87
  - Струнен квартет No. 8 Op. 121
  - Струнен квартет No. 9 Op.140
  - Струнен квартет No. 10 „Birthday Quartet“ Op. 218
  - Струнен квартет No. 11 Op.232
  - Струнен квартет No. 12 Op.252
  - Струнен квартет No. 13 Op. Op.268
  - Струнен квартет No. 14 Op. 291/1
  - Струнен квартет No. 15 Op. 291/2
  - Струнен квартет No. 16 Op.303
  - Струнен квартет No. 17 Op.307
  - Струнен квартет No. 18 Op.308
  - 3 études sur des thèmes du Comtat Venaissin Op.442(1973)
  - В памет на Игор Стравински Op.435
  - Соната за пиано и 2 цигулки
  - Сюита за кларинет, цигулка и пиано, Op.157b (1936)